# Frédéric Masson
Pour les personnes ayant le même patronyme, voir Masson.
Frédéric Masson, né à Paris le 8 mars 1847 et mort le 19 février 1923 dans la même ville, est un historien français, spécialiste des études napoléoniennes et secrétaire perpétuel de l'Académie française.

## Biographie
Issu d'une famille de hauts magistrats, sa sœur mariée à Édouard Lefebvre de Béhaine, Louis Claude Frédéric Masson se destine à la diplomatie et devint bibliothécaire au ministère des Affaires étrangères. En 1874, il épouse Marguerite Cottin, fille de François Augustin Cottin, conseiller d'État du Second Empire, et cousine germaine de Paul Cottin, ce qui lui permit d'entrer en relation avec les principaux membres de la famille impériale, notamment le prince Jérôme Napoléon, dont il devint le secrétaire et l'ami. Son beau-frère avait épousé une des filles du ministre Maurice Richard.
En 1886, il fonde la revue Les Lettres et les Arts, qui paraît du 1er janvier 1886 au 1er décembre 1889.
À partir de 1894, Frédéric Masson se consacre principalement aux études napoléoniennes dont il devient, en son temps, le spécialiste incontesté, régnant sur une armée de secrétaires et de documentalistes dans son vaste appartement du 122 la rue La Boétie à Paris, puis dans son hôtel particulier de la rue de La Baume.
Il est élu à l'Académie française le 18 juin 1903, en remplacement de Gaston Paris, et reçu le 28 janvier 1904 par Ferdinand Brunetière. Il en devint le secrétaire perpétuel le 20 mai 1919.
Frédéric Masson est maire d'Asnières-sur-Oise de 1886 à 1908. Une rue de la commune sera baptisée en son honneur.
À sa mort, il lègue à l'Institut de France l’ensemble de ses livres, documents, gravures, dessins, tableaux et objets d’art, désormais conservés à la fondation Dosne-Thiers. Ce fonds comprend un ensemble exceptionnel de documents manuscrits concernant le Premier Empire, ainsi que 1 000 dessins, 30 000 estampes et plus de 2 000 objets et tableaux.
Il est inhumé au cimetière du Père-Lachaise (8e division),. Son épouse est décédée en 1932.

## Publications

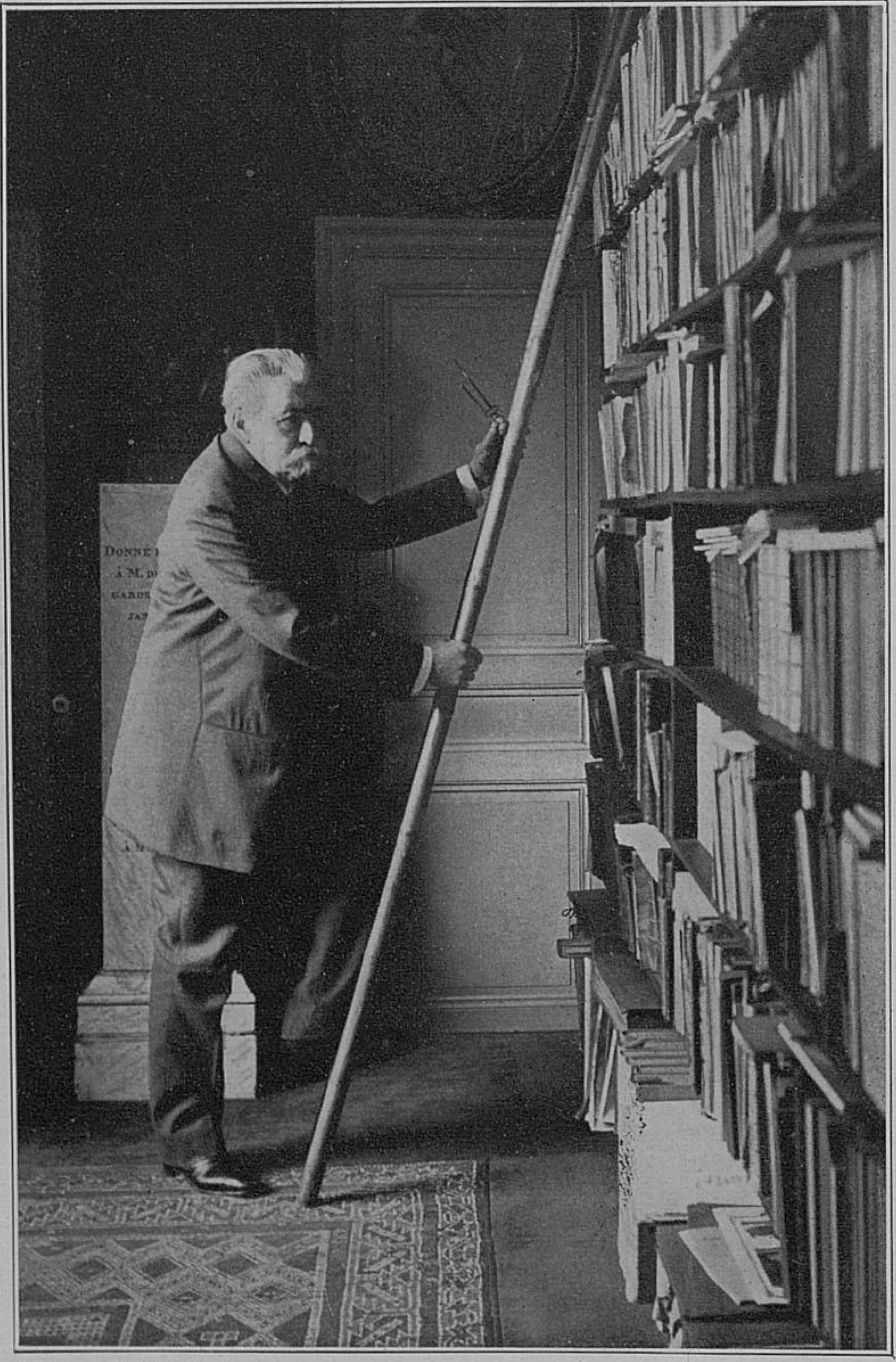
Frédéric Masson dans sa bibliothèque en 1923.

- Les Guerres civiles en France pendant la Révolution. La révolte de Toulon en prairial an III (1875)
- Le Département des affaires étrangères pendant la Révolution, 1787-1804 (1877) Texte en ligne
- Les Diplomates de la révolution : Hugou de Bassville à Rome, Bernadotte à Vienne (1882)
- Le Marquis de Grignan, petit-fils de Madame de Sévigné (1882)
- Le Cardinal de Bernis depuis son ministère, 1758-1794. La suppression des jésuites. Le schisme constitutionnel (1884)
- Napoléon et les femmes (1893)
- Napoléon chez lui : la journée de l'empereur aux Tuileries (1894)
- Aventures de guerre, 1792-1809, souvenirs et récits de soldats, recueillis et publiés par Frédéric Masson, illustrés par F. de Myrbach (1894)
- Joséphine, impératrice et reine (1894)
- Cavaliers de Napoléon (1895)
- Napoléon inconnu, papiers inédits (1786-1793), publiés par Frédéric Masson et Guido Biagi, accompagnés de notes sur la jeunesse de Napoléon (1769-1793) (2 volumes, 1895) Texte en ligne
- Marie Walewska : les maîtresses de Napoléon (1897)
- Napoléon et sa famille, 1769-1821 (13 volumes, 1897-1919)
- Joséphine de Beauharnais, 1763-1796 (1899)
- Le sacre et couronnement de Napoléon (1900)
- Joséphine répudiée 1809-1814 (1901)
- Hippolyte d'Espinchal. Souvenirs militaires, 1792-1814, publiés par Frédéric Masson et François Boyer (2 volumes, 1901) Texte en ligne 1 2
- L'Impératrice Marie-Louise 1809-1815 (1902)
- Napoléon et son fils (1904)
- Les Quadrilles à la cour de Napoléon Ier 1806-1813 (1904)
- Jadis (2 volumes, 1905-1906)
- L'Affaire Maubreuil (1907)
- Napoléon dans sa jeunesse, 1769-1793 (1907)
- Le livre du sacre de l'Empereur Napoléon (1908)
- Autour de l'île d'Elbe (1908)
- Jadis et aujourd'hui (2 volumes, 1908-1909)
- Sur Napoléon, huit conférences, 1908-1909 (1909)
- Autour de Sainte-Hélène (3 volumes, 1909-1912)
- Petites histoires (2 volumes, 1910-1912)
- Au jour le jour : Malmaison ; Magenta ; la Corse ; la Maison des Carmes ; On meurt dans les casernes ; Messieurs de la science ; les Maubreuil ; les Émigrés et la Restauration (1911)
- L'Académie française, 1629-1793 (1912)
- Le lieutenant-général sir Hudson Lowe (1912)
- Napoléon à Sainte-Hélène, 1815-1821 (1912)
- Introduction au "Journal de ma déportation à la Guyane française", de André-Daniel Laffon de Ladebat, (1912)
- Lettre-préface à Charles Faure-Biguet, Paroles plébiscitaires, 1906-1913, Paris, Plon (1913)
- Pour l'Empereur, pages d'histoire nationale, 1796-1821 (2 volumes, 1914-1917)
- Les Femmes et la guerre de 1914 (1915)
- À l'arrière, août 1914-août 1915 (1916)
- Une campagne française (1917)
- La Guerre. Pour les morts. Hôtel Thiers. Institut de France. Juillet 1916-décembre 1918 (1919)
- Mme Bonaparte, 1796-1804 (1920)
- La vie et les conspirations du général Malet (1921)
- Revue d'ombres. Près de la princesse Caroline, 1803-1805. Les Derniers jours de Murat, mai-octobre 1815. L'Envers d'une conspiration, Grenoble 1816 (1921)
- Quatre conférences sur Joséphine: La répudiation ; Le rêve épanoui ; de Navarre à Malmaison ; l'invasion, la mort (1924)
- Napoléon et l'amour (1933)
- La journée de Napoléon (1934)
- La Société sous le Consulat (1937) [volume constitué par des pages empruntées à Madame Bonaparte, 1920]
- Correspondance entre le grand-duc Nicolas Mikhaïlovitch de Russie et Frédéric Masson, 1897-1914 (2005)
- Reubell et Bonaparte (non daté)
- L'énigme de Sainte-Hélène (non daté)